# Temple de Thot (Qasr el-Agoûz)
Pour les articles homonymes, voir Temple de Thot.
Le temple de Thot de Qasr el-Agoûz (aussi orthographié Qasr el-Aguz et Qasr al'Aguz) est situé dans la nécropole thébaine, à un peu plus de deux cents mètres au sud du temple funéraire de Ramsès III à Médinet Habou. C'est un monument aux dimensions modestes (13,3 m de long sur 9 m de large) qui est resté pratiquement intact. Ses décors sont tous datés du règne de Ptolémée VIII Évergète II.

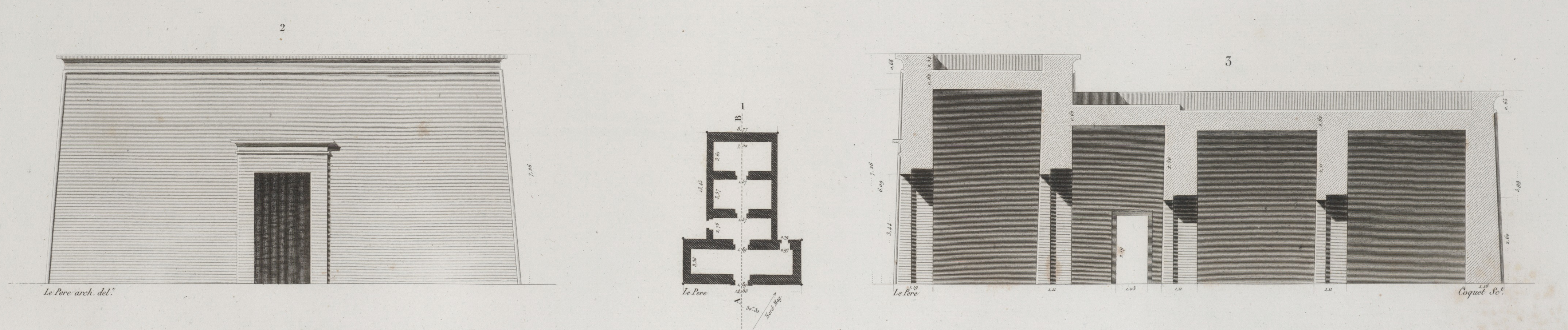
Plan, élévation et coupe issus de la Description de l'Égypte

Ce temple inachevé fut découvert par les explorateurs Européens lors de la  campagne d'Égypte (1798-1801) de Bonaparte. Les savants Français de la Commission des sciences et des arts étudièrent le monument qu'ils qualifièrent de « petit temple situé au pied de la butte factice de Medynet-abou ». Par la suite, le temple fut examiné en détail par Jean-François Champollion durant l'expédition franco-toscane de 1828-1829. L'étude des hiéroglyphes révéla à ce dernier que le temple fut érigé par Ptolémée VIII et dédié au dieu Thot.
Ce temple est aujourd'hui ouvert à la visite.